# Касаційний адміністративний суд
Касаційний адміністративний суд (Касаційний адміністративний суд у складі Верховного суду, КАС ВС) — складова частина Верховного Суду, що здійснює касаційне провадження в адміністративних справах в Україні.
До судової реформи 2016 року був самостійним судовим органом (Вищий адміністративний суд України), що очолював систему адміністративних судів держави.

## Історія
На території України поява адміністративної юстиції сягає середніх віків, історія української адміністративної юстиції бере свій початок з 16-17 століть.
Протягом 18-19 століть тогочасна адміністративна юстиція активно розвивається, з'являються принципово нові її елементи. Так, починає функціонувати поняття «нагляд», його здійснювали Сенат і прокуратура. На початку 70-х років 19 століття в Російській Імперії, до складу якої входила тогочасна Україна, члени Державної Думи ініціювали створення таких установ, які б неупереджено вирішували спори, що виникають в управлінських справах. Вони успішно працювали в кожній губернії. Функції найвищого органу адміністративної юстиції належали Сенату.
В 1917 році ідея адміністративної юстиції набула нових рис. Цього року Тимчасовий уряд видає закон про створення суду з адміністративних справ. Адміністративні судді розглядали спори між державними органами і органом самоврядування, а також громадськими організаціями.
Вже в 20-50 роки минулого століття розвиток адміністративної юстиції майже припинився. Лише в 1987 року було прийнято Закон СРСР «Про порядок оскарження в суді неправомірних дій посадовців, якими завдано шкоди громадянам».
У незалежній Україні вирішення проблеми адміністративних судів гальмувалося аж до 1996 року. Втім, з перших років незалежності нашої держави, крок за кроком, послідовно, аргументовано з наукової і політичної точки зору, ця ідея втілювалася в життя: — В 1992 році Концепція судово-правової реформи задекларувала створення адміністративних судів.
В 1996 році Конституція України (ст.ст. 55, 124) закріпила функцію судового контролю у формі адміністративної юстиції як невід‘ємну складову судової влади поряд з іншим основним елементом — правосуддям.
1998 рік — Концепція адміністративної реформи обґрунтувала роль адміністративної юстиції як форми судового контролю за діяльністю органів державної виконавчої влади. — 2001 рік мала судова реформа та 2002 рік — прийняття Закону України «Про судоустрій України» на законодавчому рівні визначили — в Україні, яка повинна бути демократичною правовою державою, буде адміністративна юстиція. — 1 жовтня 2002 р. Указ Президента про створення Вищого адміністративного суду України. — 6 липня 2005 р. — Верховна Рада ухвалила Кодекс адміністративного судочинства, в якому окреслила повноваження адміністративних судів щодо розгляду адміністративної юрисдикції, порядок звернення до адміністративних судів і порядок здійснення адміністративного судочинства. — 1 вересня 2005 р. — Вищий адміністративний суд України почав розгляд перших адміністративних справ.
З того часу вищим судовим органом системи адміністративних судів був Вищий адміністративний суд України.
Судовою реформою 2016 року передбачено ліквідацію ВАСУ у зв'язку з утворенням нового Верховного Суду. Це сталося 15 грудня 2017 року, після чого запрацював Касаційний адміністративний суд.

## Структура КАС
Згідно із Законом України "Про судоустрій і статус суддів" від 02.06.2016 у Касаційному адміністративному суді обов’язково створюються окремі палати для розгляду справ щодо:
1) податків, зборів та інших обов’язкових платежів;
2) захисту соціальних прав;
3) виборчого процесу та референдуму, а також захисту політичних прав громадян.
Організаційне забезпечення діяльності Касаційного адміністративного суду здійснює секретаріат суду, який очолює заступник керівника апарату Верховного Суду – керівник секретаріату Касаційного адміністративного суду.

## Інстанційна юрисдикція КАС
Касаційний адміністративний суд, як убачається із самої назви цього судового органу, є судом касаційної інстанції та переглядає судові рішення місцевих та апеляційних адміністративних судів у касаційному порядку, але у випадках визначених процесуальним законом, він може здійснювати судочинство як суд першої або другої (апеляційної) інстанції.
Кодексом адміністративного судочинства України передбачено, що Верховному Суду як суду першої інстанції підсудні справи щодо встановлення Центральною виборчою комісією результатів виборів або всеукраїнського референдуму, справи за позовом про дострокове припинення повноважень народного депутата України, а також справи щодо оскарження актів, дій чи бездіяльності Верховної Ради України, Президента України, Вищої ради правосуддя, Вищої кваліфікаційної комісії суддів України.
Саме Касаційний адміністративний суд як суд першої інстанції розглядає зазначену категорію справ.
Касаційний адміністративний суд переглядає в апеляційному порядку як суд апеляційної інстанції судові рішення апеляційного адміністративного суду, прийняті ним як судом першої інстанції.

## КАС і Вищий адміністративний суд України
15 грудня 2017 року на офіційному сайті Вищого адміністративного суду України з'явилося повідомлення, що він припиняє свою процесуальну діяльність та розпочинає процедуру ліквідації. Натомість із цього дня починає роботу Верховний Суд.
У цьому ж повідомленні зазначено, що станом на 14 грудня 2017 року у Вищому адміністративному суді України не розглянуто майже 37 тисяч справ та матеріалів, та що вказані матеріали у місячний термін будуть передані до Верховного Суду. 
Касаційний адміністративний суд утворено на матеріально-технічній базі Вищого адміністративного суду України. У "спадок" від останнього залишилася велика кількість нерозглянутих справ та матеріалів, але КАС ВС ні в якому випадку не є правонаступником Вищого адміністративного суду України.

## Голови
- Нечитайло Олександр Миколайович (2017)
- Смокович Михайло Іванович (2017–)